# Gnypeta ripicola
Gnypeta ripicola är en skalbaggsart som först beskrevs av Ernst Hellmuth von Kiesenwetter 1844.  Gnypeta ripicola ingår i släktet Gnypeta, och familjen kortvingar. Enligt den finländska rödlistan är arten sårbar i Finland. Arten är reproducerande i Sverige. Artens livsmiljö är sjö- och älvstränder.